# Астрагал датский
Астрага́л да́тский, или Астрагал лугово́й (лат. Astragálus dánicus) — полукустарник, вид рода Астрагал (Astragalus) семейства Бобовые (Fabaceae).

## Ботаническое описание
Многолетнее растение, цвет серо-зелёный, покрыто чёрными и белыми волосками. Стебли высотой 10—40 см, обычно в нижней части ветвистые, восходящие или распростёртые. Листья сидячие, непарноперистые, состоят из 13—25 продолговато-ланцетных или продолговато-овальных тупых листочков. Цветоносы длиннее листьев; цветочные кисти головчатые. Цветки почти сидячие; чашечка пушистая из-за черноватых волосков, венчик фиолетовый. Плод — эллиптический или яйцевидный боб, красновато-мохнатый, двугнездный. Семена округло-почковидные, красновато-коричневые. Цветёт в июне — июле. Плоды созревают в июле — августе.

## Распространение и экология
Встречается в Западной и Восточной Европе (Дании и других странах), на Кавказе, Сибири, Средиземноморье, Казахстане, Монголии. В России произрастает преимущественно в европейской части в лесной и лесостепных зонах, так же встречается на Кавказе, на западе и юго-востоке Сибири. Растёт на лугах, лесных полянах, светлых лесах, степных равнинах, на Кавказе поднимется в горы, на севере — вдоль склонов берегов рек.

## Значение и применение
Обильное цветение со своеобразным запахом привлекает большое количество полезных насекомых и медоносных пчёл. 
На пастбище и в сене хороший корм для крупного рогатого скота, овец и лошадей. По наблюдениям в Алтае поедается маралом, в Чувашии сурком.
Свежая трава растения используется в народной медицине как тонизирующее средство, для чего их настаивают в кипячёной воде, а настой принимают внутрь.

## Охранный статус
В России включен в Красные Книги: Калужская область, Ленинградская область, Москва, Новгородская область, Ростовская область. На Украине: Житомирская область, Львовская область.

## Классификация

### Таксономия
Astragalus danicus Retz., 1783, Observ. Bot. 3: 41
Вид Астрагал датский относится к роду Астрагал (Astragalus) подсемейства Мотыльковые (Papilionoideae) семейства Бобовые (Fabaceae) порядка Бобовоцветные (Fabales). Таксономическая схема в соответствии с Системой APG IV по состоянию на декабрь 2023 года:
|  |                                      |  |                                   |                                   |                   |  | ещё 3 семейства | ещё 3 семейства   |                          |  |  |  | еще 523 рода                                                       | еще 523 рода     |  |  |
|  |                                      |  |                                   |                                   |                   |  | ещё 3 семейства | ещё 3 семейства   |                          |  |  |  | еще 523 рода                                                       | еще 523 рода     |  |  |
|  |                                      |  |                                   | порядок Бобовоцветные             |                   |  |                 |                   | подсемейство Мотыльковые |  |  |  |                                                                    | Астрагал датский |  |  |
|  |                                      |  |                                   | порядок Бобовоцветные             |                   |  |                 |                   | подсемейство Мотыльковые |  |  |  |                                                                    | Астрагал датский |  |  |
|  | отдел Цветковые, или Покрытосеменные |  |                                   |                                   | семейство Бобовые |  |                 |                   | род Астрагал             |  |  |  |                                                                    |                  |  |  |
|  | отдел Цветковые, или Покрытосеменные |  |                                   |                                   |                   |  |                 |                   |                          |  |  |  |                                                                    |                  |  |  |
|  |                                      |  | ещё 63 порядка цветковых растений | ещё 63 порядка цветковых растений |                   |  |                 | еще 5 подсемейств | еще 5 подсемейств        |  |  |  | еще 3 238 подтвержденных видов и 142 вида, ожидающих подтверждения |                  |  |  |
|  |                                      |  |                                   | ещё 63 порядка цветковых растений |                   |  |                 |                   | еще 5 подсемейств        |  |  |  |                                                                    |                  |  |  |

### Синонимы
- Astragalus danicus var. danicus
- Astragalus hypoglottis DC.
- Astragalus hypoglottis var. danicus (Retz.) Fiori
- Astragalus onobrychis subsp. hypoglottis Bonnier & Layens